# محمد حجي بوشهري
محمد حجي بوشهري (1966) سياسي كويتي، وزير الكهرباء والماء منذ 16 فبراير 2020 وحتى 1 مارس 2020.

## نُبذة
من مواليد 1966، حاصل على بكالوريوس الهندسة الصناعية.

## مناصب
- شغل منصب مدير إدراة تخطيط البرامج والمتابعة بمشاريع محطات القوى بوزارة الكهرباء والماء.
- عضو جمعية الخريجين الكويتية.
- عضو جمعية المهندسين الكويتية.
- عضو الجمعية الكويتية للدفاع عن المال العام.
- عضو المنبر الديمقراطي الكويتي.